# Кюлче
Кюлчето представлява отливка от благороден метал (най-често злато, но също сребро, платина и др.), като пробата е гарантирана и е отбелязана на повърхността. Металът може да бъде с чистота 999; 999,5; 999,9 на 1000. На лицевата част на кюлчето се отбелязва сериен номер, теглото и производителя, което е гаранция за достоверността на данните. Емитентът може да бъде държава, банка или друга финансова институция.
Теглото на кюлчето може да варира от няколко грама до няколко десетки килограма. Кюлчетата от скъпоценни метали се изработват принципно по два различни начина: чрез леене или щамповане. Летите кюлчета се отливат от разтопено злато или друг благороден метал в предварително подготвени форми. Чрез отливане се изработват кюлчета с по-голяма маса. Щампованите кюлчета се изработват на преса, към която се подава тънка (листова) заготовка от скъпоценния метал. Пресата обрязва точно размерите на кюлчето и гравира маркировката и фабричния номер.

## Маса на кюлчетата
Кюлчетата се изработват в стандартни маси, измервани в грамове, тройунции и много по-рядко в толи. Поредицата в грамове включва кюлчета от маса 1, 2, 2,5, 5, 10, 20, 50, 100, 200, 250, 500 g и 1 kg. Поредицата в тройунции е 1/10; 1/4; 1/2; 1; 2,5; 5; 10; 400 oz. Поредицата в толи включва кюлчета от 1, 2, 3, 5 и 10 тола.
Превръщанията между отделните единици е дадено по-долу:
- 1 kg = 1000 g = 32.15074656 oz (тройунции).
- 1 oz = 31.1034768 g.
- 1 tola = 11.6638038 g = 0.375 oz.

Обикновено кюлчета до 50 g се изработват чрез прецизно щамповане, като ювелирните монети и медали. Кюлчетата с маса 100 g и повече са лети. Обикновено формата е плосък паралелепипед със скосени навътре стени за по-удобно хващане.
Кюлчетата от 400 oz (12,44 kg) са предпочитани за съхранение като златен резерв, а по-малките разфасовки са предпочитани за търговия и инвестиции. Най-голямото златно кюлче се намира в музей в Япония, тежи 250 кг и е с чистота 999,9. Произведено е от дъщерна компания на Мицубиши Груп.

## Чистота
Най-малката допустима чистота е 995/1000, което за дадения случай означава, че 0,5% или 5 грама на 1 килограм са други примеси. Следващите стандартни чистоти са 999, 999,5 или 999,9. Много рядко се прибягва до чистота 999,99 (пет деветки).

## История

### Античност
С развитието на търговските отношения освен с монети, разплащанията се извършвали и с парчета самородно злато. Различната големина, тегло, чистота и произход на метала създавала неудобства, защото се налагало при вяко разплащане да се извършва претегляне и тестване. Така през 7 век пр.н.е. в Лидия започват да правят слитъци от електрум (сплав от злато и сребро), носещи държавния печат. Идеята бързо е възприета и от други търговски центрове в Античния свят.

### Средновековие
През XI-XV век в Киевска Рус се появява сребърна отливка, наречена гривна, използвана като мярка за тегло, но и като разплащателно средство. Теглото ѝ през годините варира от 140 – 160 до 204 г. (Новгородска гривна). Установено е и съотношението 1 златна = 12,5 сребърни гривни. В същото време в страните от Западна Европа се появява тегловната единица за злато и сребро, наречена „марка“. Тегло ѝ е около 8 унции или 249 г., но с течение на времето значително варира от мястото на изработка.